# Martin Slaninka
Martin Slaninka (Trnava, 16 de julio de 1989) es un jugador de balonmano eslovaco que juega de pívot en el HSC Suhr-Aarau suizo. Es internacional con la selección de balonmano de Eslovaquia.
Su primer gran campeonato con la selección fue el Campeonato Europeo de Balonmano Masculino de 2022.

## Clubes
| Club            | País       | Año         |
| --------------- | ---------- | ----------- |
| HK Topolcany    | Eslovaquia | 2008 - 2015 |
| TSG Friesenheim | Alemania   | 2015 - 2017 |
| HSC Suhr-Aarau  | Suiza      | 2017 - Act. |